# Robbie Fowler
Robbie Fowler (født d. 9. april 1975 i Liverpool, England) er en engelsk fodboldspiller (forward). Født og opvokset i Liverpool. Han startede sin karriere i Liverpool som 11-årig, hvor han i mange år var en frygtet angriber – Liverpools tilskuere døbte ham hurtigt med det meget lidt beskedne navn: "GOD". Han lavede flere skandaler i Liverpool-trøjen, han viste engang bar røv til Evertons fans efter de havde buhet af ham, da han havde brændt en stor chance. Der var også kokain-rygter omkring ham, og dem besvarede han ved at fejre et mål ved at begynde at sniffe på sidelinjen. I 2001 blev han uvenner med manager Houllier og blev derfor solgt i 2001 til Leeds i en handel til 12 mio.£ og derefter til Manchester City. I 2006 hentede Liverpools manager Rafael Benitez ham tilbage til sin barndomsklub på en halvårlig kontrakt som blev forlænget med et år i sommeren 2006. Dette skulle dog blive Robbie Fowlers sidste omgang i Liverpool, da Benitez besluttede ikke at forlænge kontrakten med Fowler, der et stykke tid gik klubløs, men endte i Cardiff City på en 2-årig kontrakt. Da hans kontrakt udløb i Cardiff City drog Robbie Fowler videre til New Queensland Fury. Efter 1 år i Fury skiftede Fowler til Perth Glory og sluttede af i Muangthong United.